# Mannsdorf (Parsberg)

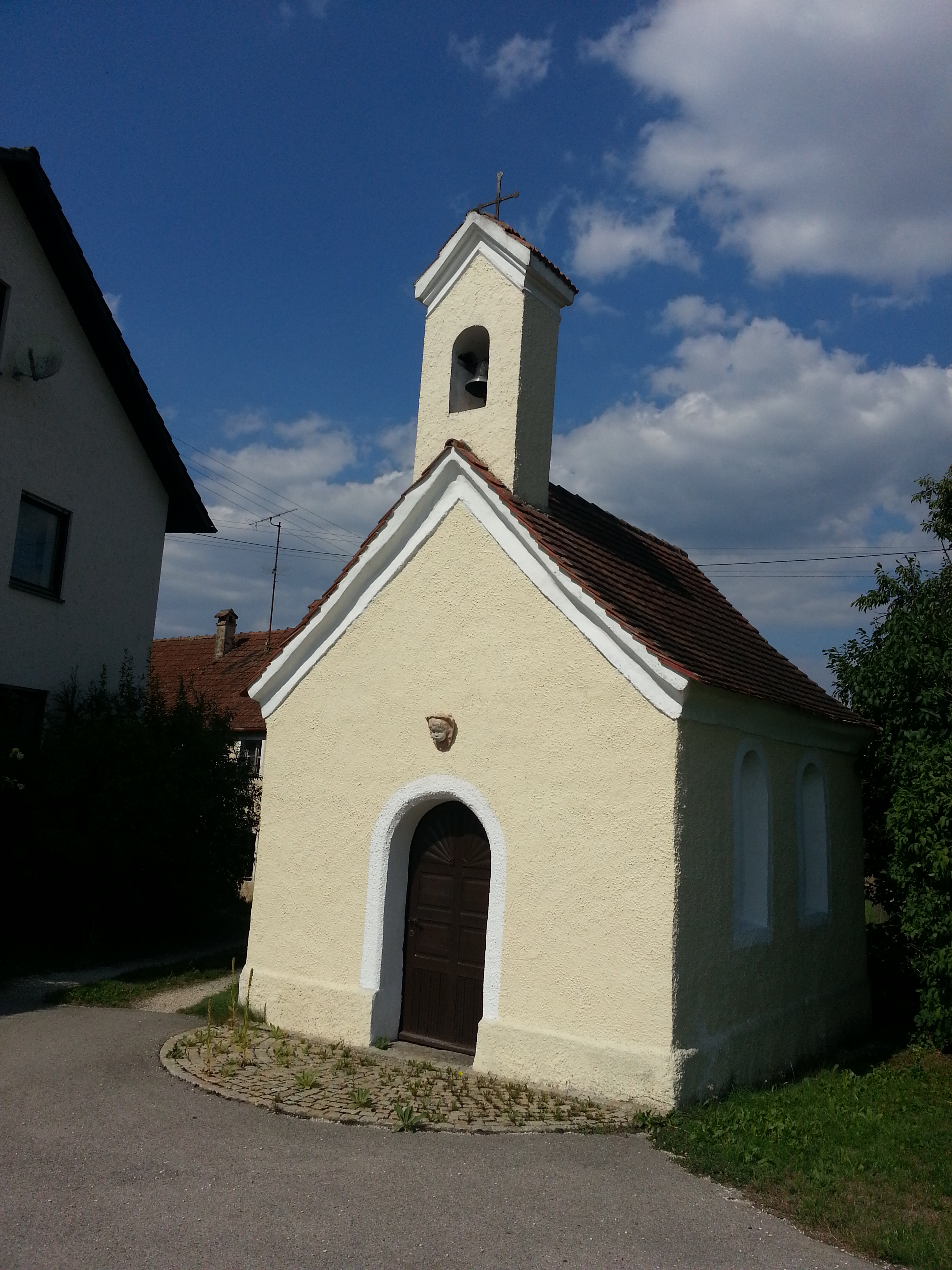
Katholische Hofkapelle St. Maria in Mannsdorf

Mannsdorf ist ein Gemeindeteil der Stadt Parsberg im Landkreis Neumarkt in der Oberpfalz.

## Lage
Das Dorf liegt rund 3,5 km südlich von Parsberg.

## Geschichte
Vorgeschichtliche Grabhügel und Funde aus der Bronzezeit zeugen von der frühen Besiedelung der Gegend bei Mannsdorf.
In der Zeit von ca. 1231–1237 taucht der Ortsname als Menlindorf (Mannsdorf) im Velburger Urbar erstmals auf. Es werden 2 Kammerhöfe genannt. Im Jahr 1326 wird als Besitzer ein Paulsdorfer von Rieden genannt. Im Urbar von 1326 (Amt Velburg) wird der Ort als Maendelstorff erwähnt: 1 Hube (Hofstelle) eines Friedrich von Maendelstorf.
Im 17. Jahrhundert lag Mannsdorf (vor dem Ausbau der Chaussee, die zu größeren Teilen der jetzigen Bundesstraße 8 folgt), an der Straßenverbindung von Regensburg über Hemau, Willenhofen nach Daßwang und weiter nach Deining und Nürnberg. Ab 1808 wurde Mannsdorf zusammen mit Willenhofen und Kripfling als Steuerdistrikt dem Landgericht Parsberg zugeteilt.
Nach dem Gemeindeedikt vom 17. Mai 1818 wurde in den Jahren 1818 bis 1821 die Ruralgemeinde Willenhofen gebildet und dem Landgericht Parsberg zugeordnet. Seit dieser Zeit gehörte Mannsdorf zur Gemeinde Willenhofen. Am 1. Januar 1972 wurde Willenhofen anlässlich der Gebietsreform in Bayern in die Stadt Parsberg eingemeindet.

## Baudenkmäler
In der Liste der Baudenkmäler in Parsberg ist für Mannsdorf ein Baudenkmal aufgeführt:
Die Hofkapelle St. Maria aus dem Jahr 1861 ist ein giebelständiger Satteldachbau mit eingezogener halbrunder Apsis und Giebeldachreiter.